# John Clayton
John Clayton, född 1694 i Middlesex, död 1773 i Gloucester County, Virginia, var en brittisk botaniker.
Auktorsnamnet J.Clayton kan användas för John Clayton i samband med ett vetenskapligt namn inom botaniken; se Wikipediaartiklar som länkar till auktorsnamnet.